# Masaaki Mori
Masaaki Mori (森 正明, Mori Masaaki, Nagasaki, 12 juli 1961) is een Japans voormalig voetballer die als middenvelder speelde.

## Clubcarrière
In 1980 ging Mori naar de Fukuoka University, waar hij in het schoolteam voetbalde. Nadat hij in 1984 afstudeerde, ging Mori spelen voor Fujita Industries. In 8 jaar speelde hij er 131 competitiewedstrijden en scoorde 19 goals. Mori beëindigde zijn spelersloopbaan in 1992.

## Japans voetbalelftal
Masaaki Mori debuteerde in 1988 in het Japans nationaal elftal en speelde 8 interlands.

## Statistieken
| Japans voetbalelftal | Japans voetbalelftal | Japans voetbalelftal |
| Jaar                 | Wed.                 | Dlp.                 |
| -------------------- | -------------------- | -------------------- |
| 1988                 | 1                    | 0                    |
| 1989                 | 7                    | 0                    |
| Totaal               | 8                    | 0                    |